# ローズ・トローシュ
ローズ・トローシュ（Rose Troche, 1964年 - ）は、アメリカ合衆国の映画監督・テレビ監督・テレビプロデューサー・脚本家。イリノイ州シカゴ出身。イリノイ大学大学院修了。

## 生い立ち
プエルトリコ人の両親にもとに生まれ、アメリカ合衆国イリノイ州シカゴのノースサイドで育つ。トローシュはインタビューで「私の両親は郊外に引っ越すことを成功の証だと思っていた」と語り、トローシュが10代の時に彼女の家族は郊外に引っ越した。映画への関心が高まり、映画館でアルバイトをしていた。イリノイ大学シカゴ校で美術史の学士号を取得した後、映画の修士号を取得した。

## キャリア
1990年代にプロの映画製作者としてのキャリアを開始。トローシュは、同性愛をテーマにしたインディペンデント映画でキャリアをスタートさせ、全米監督協会の会員の中で女性がわずか12%しかいないハリウッドで仕事を探すようになったレズビアンの監督の1人である。

### 初期キャリア
イリノイ大学シカゴ校在学中に、『Apartment and Have Sex』（1990年）、『This War Is Not Over』（1991年）、『Gabriella』シリーズ（1991 - 1993年）などの短編映画を製作。
テレビシリーズに進出する前の10年間で、『GO fish』、『Bedrooms and Hallways』、『The Safety of Objects』という3作品の映画を製作した。
『The Safety of Objects』を撮了した後、トローシュは自身があまり多くの作品を監督していないことに気づき、監督としての技術向上に取り組みたいと考えた。彼女は、製作に3年もかかるような作品ではなく、即時的に取り組めるプロジェクトに携わりたいと考えていた。

### 映画
トローシュの映画監督デビュー作は、女性同士のラブストーリーを描いた画期的な映画『GO fish』（1994年）であった。低予算で作られたこの映画は、90年代半ばのインディペンデント映画の一つであり、レズビアンのジャンルを確立した最初の映画だった。この映画は、当時トローシュと交際していたグィネヴィア・ターナーと共同制作され、1994年のサンダンス映画祭で初公開された。トローシュの次の長編映画は、セクシュアリティを探求した『Bedrooms and Hallways』（1998年）だった。
また、彼女は『The Safety of Objects』（2001年）を監督。これは、A・M・ホームズの短編小説を翻案し、郊外での異性愛に焦点を当てた作品である。
彼女は『GO Fish』と『The Safety of Objects』の両作品ならびに映画『アビーと秘密の部屋』（ステイシー・パッソン監督）のプロデューサーも務めた。

#### 1994年：『GO fish』
ラテン系の監督であるトローシュは、彼女の当時のパートナーであり共同脚本家だったチームと協力して、レズビアンに関するこの実験的な長編映画の製作資金を彼女たち自身で調達した。本作は、サンダンス映画祭で初めて配給者に販売された映画となった。配給者のサミュエル・ゴールドウィンに450,000ドルで販売された本作は、当初は約8,000ドルというわずかな製作費しかなかった。資金が底をついた時にクリスティーン・ヴェイコンの会社キラーフィルムが5,000ドルを寄付し、ジョン・ピアソンが残りの53,000ドルを資金援助した。「トローシュのラテン系のアイデンティティは（問題として）マーケティングキャンペーンから書き出され、映画は彼女の性別とセクシュアリティに基づいて宣伝された」。この映画は1994年6月のゲイプライド月間に公開され、最終的に240万ドルの興行収入を獲得。映画業界におけるレズビアンの問題の市場性を証明した。トローシュは、本作の撮影中、電話代と電気代も払えない時もあったという。また、この映画は彼女にラベルを貼った作品でもあり、批評家は彼女を「プロのクィア」と見なした。それは彼女が嫌がっていた事実であり、「『GO Fish』は私をそのような正式な会員にしました。それはつまらないことです。『Bedrooms and Hallways』のインタビューを受けても、誰もが私が同性愛者であることばかりを話題にする」と語った。また、「もしあなたが同性愛者で、異性の誰かと性交渉をもったことがあるなら、その事実はあなたをストレート（異性愛者）に変えるでしょうか？」「私もそういう経験はあるけれど、自分をストレートだとは思っていない」とも言及している。

#### 1998年：『Bedrooms and Hallways』
1997年にトローシュはイギリスのロンドンに移り、イギリス人のプロデューサーであるドロシー・バーウィンとバーウィンのパートナーであるセシ・デンプシーと共に映画『Bedrooms and Hallways』（1998年）を監督した。大手スタジオの支援もあり、映画は短期間で完成。映画の内容は、同性愛者や異性愛者、性的指向が未定のキャラクターたちの多様なコミュニティ間のロマンチックで複雑な関係を模索するものだ。トローシュは「性的アイデンティティや政治や性別のない映画」を作りたかったと語った。映画は性別と性的指向に関する従来の厳格な見方に挑戦しようとするセックスコメディであり、1998年のロンドン映画祭で観客賞を受賞した。

#### 2001年：『The Safety of Objects』
トローシュは『The Safety of Objects』（2001年）の監督並びにイギリス人の金融業者で以前からの彼女の支援者であるクリスティーン・ヴェイコンと会うのためにアメリカに戻った。この映画はA・M・ホームズの短編小説を基に翻案され、トローシュとホームズは脚本を共同執筆した。

### テレビ
トローシュが携わったテレビドラマ作品は、彼女が携わった映画作品と同様に広範である。彼女はHBOのヒットドラマ『シックス・フィート・アンダー』（2001年）の1エピソードを監督した。また、ロサンゼルスに住むレズビアンやバイセクシャルの女性たちの人生を描いたドラマ『Lの世界』の監督兼脚本家を務めた。彼女は同シリーズのアソシエイト・プロデューサーを担当し、共同エグゼクティブ・プロデューサーに昇進。また、彼女は脚本と演出のクレジットを拡大し、『South of Nowhere』シリーズのエピソードを執筆。その他に『ロー&オーダー』、『アグリー・ベティ』、『タッチング・イーブル〜闇を追う捜査官〜』のエピソードを監督した。

#### 2001 - 2005年：『シックス・フィート・アンダー』
ケイト・ロビンが脚本を担当したシーズン2のエピソード3で、トローシュは監督を務めた。本作は2002年にピーボディ賞を受賞し、トローシュも受賞エピソードの監督の1人として表彰を受けた。

#### 2004 - 2009年：『Lの世界』
トローシュは、ロサンゼルスのLGBTコミュニティを描いたこの人気テレビシリーズの共同エグゼクティブ・プロデューサー兼脚本家を務め、計12のエピソードを監督した。トローシュにとって『Lの世界』のキャスティングは、「説得力のある」そして「あなたは理解していないが、我々の視聴者は理解するだろう」ということの一斉掃射だと語った。トローシュは、彼女の映画はすべて彼女の人生の様々な段階に関連していると語っている。彼女が若い頃、レズビアンに関する映画を作ることは彼女にとって重要であり、アメリカのテレビドラマ史上初の本格的なレズビアンドラマである本作に、監督・脚本家として携わったことに非常に喜びを感じているという。『Lの世界』では、レズビアンカップルの精子ドナーの選択や「ストレート」の女性の同性愛への誘引、バイセクシャル、クローゼットとしての生活、レズビアンの元恋人同士の繋がりなど、注目すべきトピックについて描かれている。

#### 2005年：『South of Nowhere』
トローシュは計5エピソードでコンサルティング・プロデューサーを務めた。

## 私生活
ローズ・トローシュはレズビアンであることを公表している。1991年から1993年まで短編映画シリーズ『Gabriella』を製作中にグィネヴィア・ターナーに出会い、交際を開始。彼女たちはシカゴのレズビアンコミュニティでの自身の経験と友人たちに基づいた映画の製作に取り組み始めた。その作品は当初『Ely and Max』というタイトルだったが、『GO fish』（1994年公開）に変更された。 1993年までにトローシュとターナーは関係を解消。トローシュはニューヨークに移り、そこで何本かの脚本を執筆した。トローシュは自身の経験から、レズビアンに関する映画のセットの中でビジネスと恋愛を混在させることは災いの種になり得るという持論を語る。トローシュとターナーは、『GO fish』の撮影中に関係を解消することが個人的に困難だったことに加え、関係が悪化したカップルの明らかな緊張感によって妥協したキャストやスタッフもいたと詳述している。
1997年から1999年までイギリスのロンドンに住んだ後、『The Safety of Objects』（2001年）を監督するためにアメリカに戻った。
トローシュは映画の訓戒を忘れないように、脚本を執筆している時に、左手首の内側にスペイン語で「人生は短いということを忘れるな」という意味のタトゥーを入れた。

## フィルモグラフィ

### 映画
| 公開年    | 邦題 原題                                  | 監督 | 脚本 | 制作 | 備考                                                  |
| --------- | ------------------------------------------ | ---- | ---- | ---- | ----------------------------------------------------- |
| 1990      | Let's Go Back to My Apartment and Have Sex | Yes  | Yes  | No   | 短編                                                  |
| 1991      | This War is Not Over                       | Yes  | Yes  | No   | 短編                                                  |
| 1991–1993 | Gabriella                                  | Yes  | Yes  | No   | 3作の短編シリーズ                                     |
| 1994      | GO fish Go Fish                            | Yes  | Yes  | Yes  | 長編映画デビュー 第44回ベルリン国際映画祭テディ賞受賞 |
| 1997      | Pride Divide                               | No   | No   | No   | ドキュメンタリー 出演のみ                             |
| 1998      | Bedrooms and Hallways                      | Yes  | No   | No   |                                                       |
| 2001      | The Safety of Objects                      | Yes  | Yes  | Yes  | A・M・ホームズと共同プロデューサー                    |
| 2009      | Chinatown Film Project                     | Yes  | No   | No   |                                                       |
| 2012      | Xanadu                                     | Yes  | No   | No   |                                                       |
| 2013      | アビーと秘密の部屋 Concussion              | No   | No   | Yes  |                                                       |

### テレビシリーズ
| 放送年    | 邦題 原題                                                    | 監督 | 脚本 | 制作       | 備考 |
| --------- | ------------------------------------------------------------ | ---- | ---- | ---------- | --- |
| 1990      | ロー&オーダー Law & Order                                    | Yes  | No   | No         | |
| 2001      | シックス・フィート・アンダー Six Feet Under                  | Yes  | No   | No         | 第2シーズン第3話「死後」 |
| 2004      | タッチング・イーブル〜闇を追う捜査官〜 Touching Evil         | Yes  | No   | No         | 第6話「血の記憶」 |
| 2004-2009 | Lの世界 The L Word                                           | Yes  | Yes  | Yes        | 監督・脚本：S1-EP.9／S3-EP.10／S6-EP.2 監督のみ：S1-EP.1・2・11／S2-EP.3・11／S3-EP.1／S5-EP.9／S6-EP.4・7 脚本のみ：S1-EP.5／S2-EP.5 |
| 2005      | South of Nowhere                                             | Yes  | No   | consulting | |
| 2006      | アグリー・ベティ Ugly Betty                                  | Yes  | No   | No         | |
| 2010      | Future States                                                | Yes  | Yes  | No         | |
| 2012      | Rochelle                                                     | Yes  | No   | No         | |
| 2012      | Hunting Season                                               | No   | No   | Yes        | |
| 2014      | FINDING CARTER/ファインディング・カーター Finding Carter     | Yes  | No   | No         | |
| 2015      | Sugar                                                        | Yes  | No   | No         | |
| 2017      | STAR 夢の代償 Star                                           | Yes  | No   | No         | |
| 2018      | ブラックライトニング Black Lightning                         | Yes  | No   | No         | |
| 2018      | ヴィダ 故郷の母が遺したもの Vida                             | Yes  | No   | No         | |
| 2018      | Sorry for Your Loss                                          | Yes  | No   | No         | |
| 2018      | All American                                                 | Yes  | No   | No         | |
| 2019      | ビカミング・ア・ゴッド On Becoming a God in Central Florida  | Yes  | No   | No         | |
| 2020      | FBI: Most Wanted～指名手配特捜班～ FBI: Most Wanted          | Yes  | No   | No         | |
| 2020      | ゾーイの超イケてるプレイリスト Zoey's Extraordinary Playlist | Yes  | No   | No         | |
| 2021      | FBI: 特別捜査班 FBI                                          | Yes  | No   | No         | 第3シーズン第5話 |
| 2021      | Lの世界 ジェネレーションQ The L Word: Generation Q           | Yes  | No   | No         | 『Lの世界』の続編ドラマ 第2シーズン第7話「光」                                                                                        |
| 2022      | ウォーキング・デッド The Walking Dead                        | Yes  | No   | No         | 第11シーズン第22話 "Faith" |

## 受賞歴
| 年度 | 賞                                           | 部門                               | 作品                                                      | 結果       |
| ---- | -------------------------------------------- | ---------------------------------- | --------------------------------------------------------- | ---------- |
| 1994 | 第44回ベルリン国際映画祭                     | テディ賞                           | 『GO fish』                                               | 受賞       |
| 1994 | ドーヴィル映画祭                             | 観客賞                             | 『GO fish』                                               | 受賞       |
| 1994 | ドーヴィル映画祭                             | 批評家賞                           | 『GO fish』                                               | ノミネート |
| 1994 | 第6回GLAADメディア賞                         | 最優秀映画賞（拡大公開部門）       | 『GO fish』                                               | 受賞       |
| 1994 | 第4回ゴッサム賞                              | オープンパーム賞                   | 『GO fish』                                               | 受賞       |
| 1994 | パリ・レズビアン&フェミニスト映画祭          | 最優秀長編映画                     | 『GO fish』                                               | 受賞       |
| 1994 | サンダンス映画祭                             | 審査員グランプリ（ドラマ部門）     | 『GO fish』                                               | ノミネート |
| 1998 | ロンドン映画祭                               | 観客賞                             | 『Bedrooms and Hallways』                                 | 受賞       |
| 1999 | ヴェルザウベルト - 国際ゲイ&レズビアン映画祭 | ローズバッド賞（映画部門）         | 『Bedrooms and Hallways』                                 | ノミネート |
| 2001 | サン・セバスティアン国際映画祭               | ゴールデン・シェル賞（最高作品賞） | 『The Safety of Objects』                                 | ノミネート |
| 2002 | ドーヴィル映画祭                             | 批評家賞                           | 『The Safety of Objects』                                 | 受賞       |
| 2002 | ドーヴィル映画祭                             | 特別賞グランプリ                   | 『The Safety of Objects』                                 | ノミネート |
| 2004 | クロトゥルーディス賞                         | 脚色賞                             | 『The Safety of Objects』                                 | ノミネート |
| 2004 | サンフランシスコ国際LBGTQ映画祭              | フレームライン賞                   |                                                           | 受賞       |
| 2014 | 第29回インディペンデント・スピリット賞       | 第一回作品賞                       | 『アビーと秘密の部屋』 （ステイシー・パッソンと共同受賞） | ノミネート |
| 2015 | アウトフェスト                               | アウトフェスト・アチーブメント賞   |                                                           | 受賞       |